# Coelognathus
Coelognathus là một chi rắn nước gồm 07 loài rắn săn chuột trong họ Colubridae phân bố từ Nam Á đến Đông Nam Á. Trước đây các loài trong chi này được gán cho chi  Elaphe . Nhưng dựa trên bằng chứng hình thái và sự tương đồng protein thì vào năm 2001, Helfenberger đã xác nhận lại tên của chi này là  Coelognathus  vốn ban đầu được đề xuất bởi nhà xà học Leopold Fitzinger vào năm 1843. Sự khác biệt giữa  Coelognathus  và  Elaphe  là được hỗ trợ thêm bởi trình tự ty thể DNA và bằng chứng hình thái đã chứng minh bổ sung vào năm 2005.

## Các loài
Hiện hành thì các loài được ghi nhận trong chi này gồm:
- Coelognathus enganensis (Vinciguerra, 1892)
- Coelognathus erythrurus (A.M.C. Duméril, Bibron & A.H.A. Duméril, 1854)
- Coelognathus flavolineatus (Schlegel, 1837)
- Coelognathus helena (Daudin, 1803)
- Coelognathus philippinus (Griffin, 1909)
- Coelognathus radiatus (F. Boie, 1827)-Rắn sọc dưa
- Coelognathus subradiatus (Schlegel, 1837)